# أندرسون (كارولاينا الجنوبية)
أندرسون (بالإنجليزية: Anderson, South Carolina)‏ هي مدينة تقع في الولايات المتحدة في مقاطعة أندرسون (كارولاينا الجنوبية). يقدر عدد سكانها بـ 26,686 نسمة ومساحتها 37.9 كم2 .

## التركيبة السكانية
حدّد مكتب تعداد الولايات المتحدة بيانات التركيبة السكانية لأندرسون في تعداد الولايات المتحدة. في ما يلي، التركيبة السكانية حسب تعدادي 2000 و2010.

### تعداد عام 2000
بلغ عدد سكان أندرسون 25,514 نسمة بحسب تعداد عام 2000، وبلغ عدد الأسر 10,641 أسرة وعدد العائلات 6,304 عائلة مقيمة في المدينة. في حين سجلت الكثافة السكانية 678.9 نسمة لكل كيلومتر مربع (1,758.3/ميل2). وبلغ عدد الوحدات السكنية 12,068 وحدة بمتوسط كثافة قدره 321.1 لكل كيلومتر مربع (831.6/ميل2).
وتوزع التركيب العرقي للمدينة بنسبة 63.12% من البيض و34.01% من الأمريكيين الأفارقة و0.22% من الأمريكيين الأصليين و0.78% من الأمريكيين ذوي الأصول الآسيوية و0.04% من سكان جزر المحيط الهادئ و0.68% من الأعراق الأخرى و1.16% من عرقين مختلطين أو أكثر و1.48% من الهسبانيون أو اللاتينيون من أي عرق.
بلغ عدد الأسر 10,641 أسرة كانت نسبة 29.2% منها لديها أطفال تحت سن الثامنة عشر تعيش معهم، وبلغت نسبة الأزواج القاطنين مع بعضهم البعض 36.9% من أصل المجموع الكلي للأسر، ونسبة 18.7% من الأسر كان لديها معيلات من الإناث دون وجود شريك،  بينما كانت نسبة 3.7% من الأسر لديها معيلون من الذكور دون وجود شريكة وكانت نسبة 40.8% من غير العائلات. تألفت نسبة 36% من أصل جميع الأسر من عدة أفراد يعيشون في نفس المنزل ونسبة 16.3% كانت تتألف من شخص يعيش بمفرده يبلغ من العمر 65 عاماً أو أكثر. وبلغ متوسط حجم الأسرة المعيشية 2.22، أما متوسط حجم العائلات فبلغ 2.89.
بلغ العمر الوسطي للسكان 38.0 عاماً. وكانت نسبة 22% من القاطنين تحت سن الثامنة عشر، وكانت نسبة 8.1% بين الثامنة عشر والرابعة والعشرين عاماً، ونسبة 25.3% كانت واقعةً في الفئة العمرية ما بين الخامسة والعشرين والرابعة والأربعين عاماً، ونسبة 19.9% كانت ما بين الخامسة والأربعين والرابعة والستين، ونسبة 17.3% كانت ضمن فئة الخامسة والستين عاماً فما فوق. يوجد لكل 100 أنثى 83.5 ذكر، ويوجد لكل 100 أنثى في الثامنة عشر من عمرها فما فوق 78.5 ذكر.
بلغ متوسط دخل الأسرة في المدينة 27,716 دولارًا، أما متوسط دخل العائلة فبلغ 39,176 دولارًا. وكان متوسط دخل الذكور 29,829 دولارًا مقابل 21,840 دولارًا للإناث. وسجل دخل الفرد الخاص بالمدينة 18,577 دولارًا. وكانت نسبة 15.4% من العائلات ونسبة 20.8% من السكان تحت خط الفقر، وكان من هؤلاء نسبة 30.6% تحت سن الثامنة عشر ونسبة 18.2% في الخامسة والستين من العمر وما فوق.

### تعداد عام 2010
بلغ عدد سكان أندرسون 26,686 نسمة بحسب تعداد عام 2010، وبلغ عدد الأسر 11,080 أسرة وعدد العائلات 6,449 عائلة مقيمة في المدينة. في حين سجلت الكثافة السكانية 710.1 نسمة لكل كيلومتر مربع (1,839.2/ميل2). وبلغ عدد الوحدات السكنية 12,938 وحدة بمتوسط كثافة قدره 344.3 لكل كيلومتر مربع (891.7/ميل2).
وتوزع التركيب العرقي للمدينة بنسبة 61.39% من البيض و33.57% من الأمريكيين الأفارقة و0.27% من الأمريكيين الأصليين و0.97% من الأمريكيين ذوي الأصول الآسيوية و0.02% من سكان جزر المحيط الهادئ و1.71% من الأعراق الأخرى و2.07% من عرقين مختلطين أو أكثر و4.08% من الهسبانيون أو اللاتينيون من أي عرق.
بلغ عدد الأسر 11,080 أسرة كانت نسبة 30% منها لديها أطفال تحت سن الثامنة عشر تعيش معهم، وبلغت نسبة الأزواج القاطنين مع بعضهم البعض 33.3% من أصل المجموع الكلي للأسر، ونسبة 20.8% من الأسر كان لديها معيلات من الإناث دون وجود شريك،  بينما كانت نسبة 4.1% من الأسر لديها معيلون من الذكور دون وجود شريكة وكانت نسبة 41.8% من غير العائلات. تألفت نسبة 36.3% من أصل جميع الأسر من عدة أفراد يعيشون في نفس المنزل ونسبة 14.8% كانت تتألف من شخص يعيش بمفرده يبلغ من العمر 65 عاماً أو أكثر. وبلغ متوسط حجم الأسرة المعيشية 2.25، أما متوسط حجم العائلات فبلغ 2.95.
بلغ العمر الوسطي للسكان 36.8 عاماً. وكانت نسبة 23.4% من القاطنين تحت سن الثامنة عشر، وكانت نسبة 12.1% بين الثامنة عشر والرابعة والعشرين عاماً، ونسبة 23.8% كانت واقعةً في الفئة العمرية ما بين الخامسة والعشرين والرابعة والأربعين عاماً، ونسبة 22.7% كانت ما بين الخامسة والأربعين والرابعة والستين، ونسبة 17.9% كانت ضمن فئة الخامسة والستين عاماً فما فوق. وتوزع التركيب الجنسي للسكان بنسبة 44.5% ذكور و55.5% إناث.

## أعلام
- جيسيكا ستروب
- لاري نانس
- جوناثان بيرد
- تشادويك بوسمان
- جون ك. تايلور
- جوني مان
- جيم رايس